# アンジェラ・デイヴィス
アンジェラ・デイヴィス（Angela Davis、1944年1月26日 - ）は、アメリカ合衆国の活動家、著作家、学者である。カリフォルニア大学サンタクルーズ校の名誉教授である。マルクス主義者で、アメリカにおける左翼運動の重要な活動家として知られる。また、デイヴィスは階級、フェミニズム、アメリカの刑務所制度、産獄複合体などの専門家として知られる。

## 経歴
1944年1月26日、アラバマ州バーミングハムに生まれる。ブランダイス大学ではフランス語専攻の優等学生マグナ・クム・ラウデ、3代目の Phi Beta Kappa として表彰され（1965年卒業）、フランクフルト大学では哲学を専攻した。フランクフルト学派の著名哲学者ヘルベルト・マルクーゼのもとで勉強したことで、マルクス主義に興味を持つ。
アメリカに帰国し、カリフォルニア大学サンディエゴ校で学業のかたわら学生非暴力連帯委員会（SNCC＝Student Nonviolent Coordinating Committee）、ブラックパンサー、共産主義活動の主流にあり、1969年に修士号を授与されると東ドイツのフンボルト大学ベルリンに進み博士号を取得する。

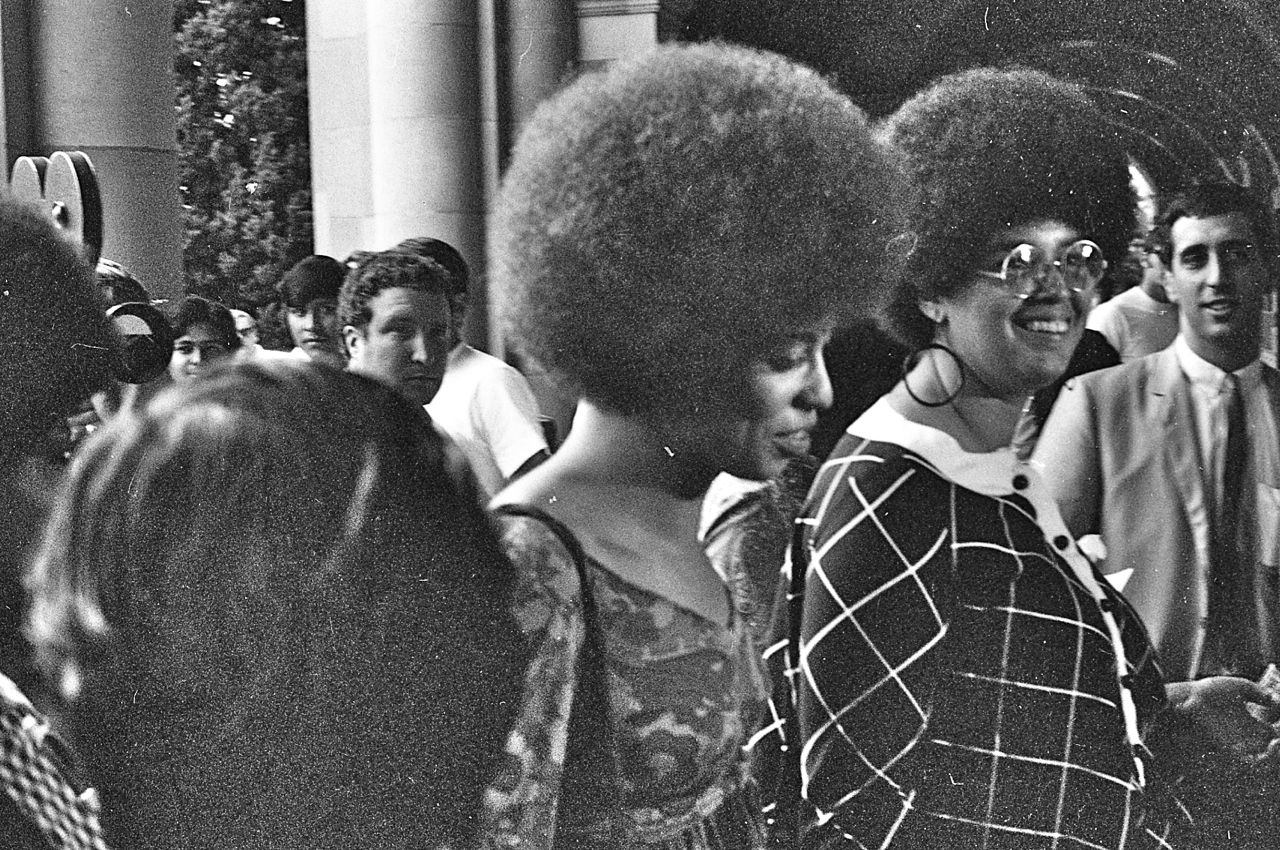
中心の人物がデイヴィス。カリフォルニア大学、1969年10月。

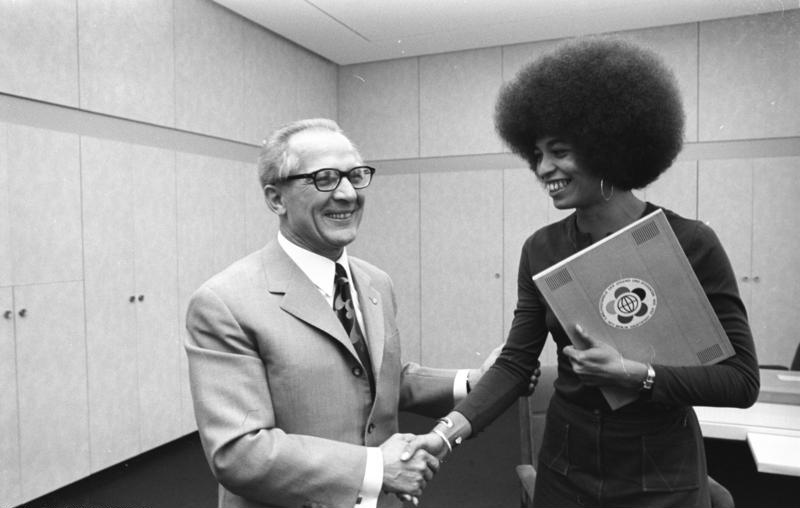
エーリッヒ・ホーネッカーと（1972年）

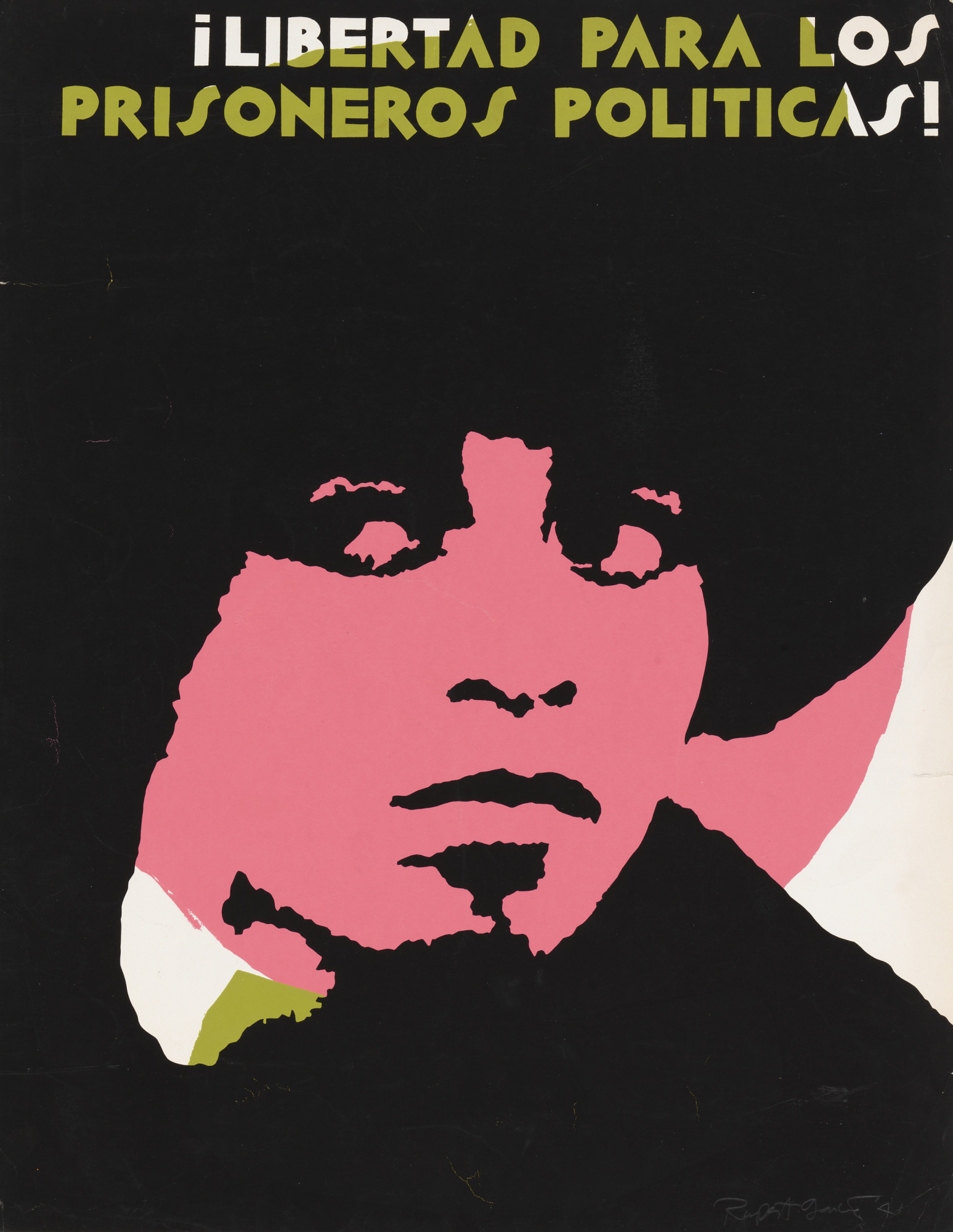
デイヴィスのポスター（1971年）

再びアメリカに帰国し、マルクス主義フェミニストとして共産党に入党する。この時期に、第二波フェミニズム、ブラックパンサー党、反ベトナム戦争運動などに関わる。1969年には、カリフォルニア大学ロサンゼルス校にて助教授となるが、直後に共産党との関わりなどから理事会により免職となる。ディヴィスは異議を申し立て、裁判により大学側の判断は違法だとされ復職するが、すぐさま過激な発言を理由に懲戒解雇される。アメリカ大学教授協会（AAUP）は理事会のこの決断を非難した。
1970年、デイヴィスの名で登録された銃がカリフォルニア州の裁判所襲撃殺人事件に使われると、主犯にデイヴィスと面識のあるブラックパンサー党員がいたこと、デイヴィスと黒人政治犯釈放運動との関わり、指名手配中に逃亡したとして誘拐、殺人ならびに脱獄の共謀の嫌疑をかけられる。起訴後も保釈を許されないまま、1年半を刑務所で過ごす。全米でデイヴィス釈放運動が行われ、オノ・ヨーコやジョン・レノンなどの著名人も参加した。1972年、ラテン系1名を除く裁判官全員が白人の法廷において全ての罪状で無罪となる。
1980年代はサンフランシスコ州立大学の教授として教鞭をとった。デイヴィスの研究の多くは刑務所廃止運動に関連し、1997年には産獄複合体 解体を目指す「Critical Resistance」を共同で立ち上げた。
共産党の副党首に推されるものの1980年代に2度とも敗れ、1991年に離党し、民主主義と社会主義の通信委員会 (Committees of Correspondence for Democracy and Socialism) に参加した。また同年、カリフォルニア大学サンタ・クルーズ校のフェミニスト研究学科で教鞭をとり学部長を経て2008年に退官。貢献のあった名誉教授に加わる。
教職を離れた後も執筆活動を続け、「ウォール街を占拠せよ」、ボイコット、投資撤収、制裁などのアメリカにおける政治活動に積極的に参加している。
各地で講演を行い、南アメリカで国連の国際女性デーや差別撤廃の普及、人身売買や麻薬取引撲滅の啓発に携わり、2019年3月23日にウルグアイの共和国大学（モンテビデオ）より表彰を受けた。また共産主義者でアフリカ系であることから、キューバにおける影響を示唆する研究がある。

### UCLA 復職
2014年にはカリフォルニア大学ロサンゼルス校のジェンダー研究学部で春学期を教えた。ジェニー・シャープ学部長は1970年当時、学問の自由を盾に教授会がデイヴィスを擁護しきれなかった遺恨と、学内からデイヴィスの復職が支持されたことに触れ、解雇した理事会の推薦枠という処遇は勧善懲悪であると述べた。

## 受賞、名誉
レーニン平和賞（1979年）、アメリカンブックアワードを含む多くの賞を受け、2019年には全米女性殿堂にも加えられた 。2020年にタイム誌は「100人のウーマン・オブ・ザ・イヤー」で1971年の代表に選んでいる。
アンジェラ・デイヴィスの名を冠した教育施設はフランスに数ヶ所見られる。
- オーベルヴィリエ：小学校「École maternelle publique Angela Davis[37]」
- グリニー：小学校「Ecole maternelle Angela Davis[38]」
- サン＝ドニ：リセ「Lycée Polyvalent Angela Davis 」(ex Plaine Commune[39])
- トランブレ＝アン＝フランス：青少年活動施設「Espace Angela Davis[40]」
- ブゾン：就学前から小学校の幼児児童向け施設「École Angela Davis[41]」

## 私生活

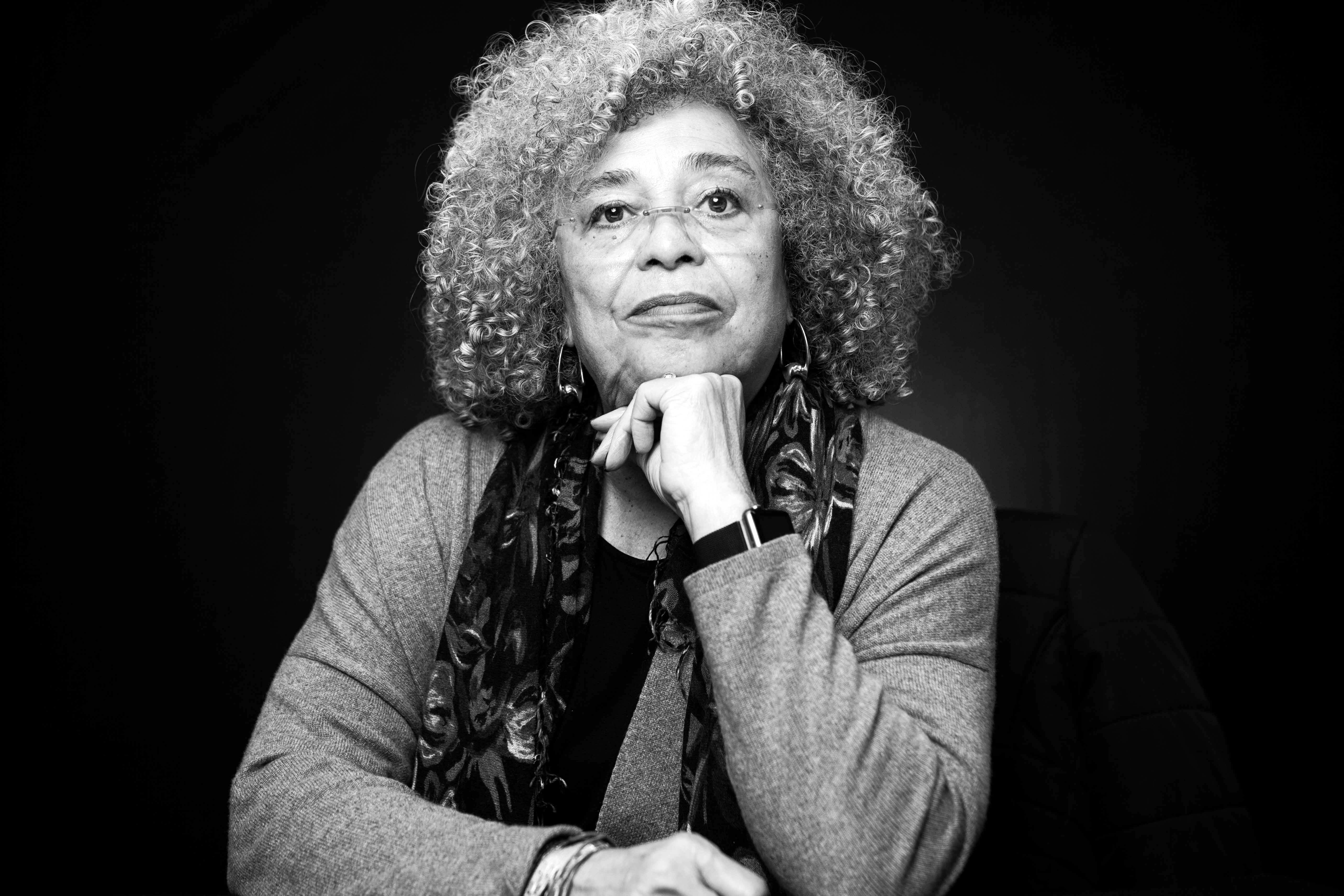
2019

1980年から1983年まで、写真家でサンフランシスコ州立大学教授のヒルトン・ブレイスウェイトと結婚していた。1997年、『Out』のインタビューでレズビアンであることを公表した。2020年現在、フェミニストでカリフォルニア大学サンタクルーズ校の研究者のジーナ・デントと共に暮らしている。

## 主な著作

### 書籍
- 『If They Come in the Morning: Voices of Resistance』ニューヨーク：Third Press、1971年、ISBN 0-893-88022-1。
  - 袖井林二郎（訳）『もし奴らが朝にきたら : 黒人政治犯・闘いの声』現代評論社、1972年、NCID BN05432959。
- 『Angela Davis: An Autobiography』ランダムハウス、1974年9月、ISBN 0-394-48978-0。
  - 加地永都子（訳）『アンジェラ・デービス自伝』現代評論社、1977年、NCID BN02726498。
- 『Joan Little: The Dialectics of Rape』ニューヨーク：Lang Communications、1975年[44]。
- 『Women, Race and Class』1981年、ISBN 0-394-71351-6。
- 『Violence against women and the ongoing challenge to racism』初版、Kitchen Table〈Freedom organizing series、#5〉、1985年、ISBN 0913175110、NCID BA81609465。
- 『Women, Culture & Politics』Vintage、1990年2月、ISBN 0-679-72487-7。
- 『The Angela Y. Davis Reader』 Joy James（編）、Wiley-Blackwell、1998年、ISBN 0-631-20361-3。
- 『Blues Legacies and Black Feminism: Gertrude "Ma" Rainey, Bessie Smith, and Billie Holiday』、Vintage Books、1999年、ISBN 0-679-77126-3。
- トニ・モリスン、コーネル・ウェスト（共著）『The house that race built : original essays by Toni Morrison, Angela Y. Davis, Cornel West, and others on Black Americans and politics in America today』Lubiano, Wahneema H.（編）、Vintage Books、1998年、ISBN 9780679760689、NCID BA37427899。
- 『Another world is possible : conversations in a time of terror』Kim, Jee （編）、第2版、Subway & Elevated Press、 New Mouth from the Dirty South（販売）、2002年、ISBN 9780966646962、NCID BB02778704。
- 『Are Prisons Obsolete?』Seven Stories Press、2003年、ISBN 1-58322-581-1。
  - 上杉忍（訳）『監獄ビジネス グローバリズムと産獄複合体』岩波書店、2008年、ISBN 9784000224871。
- 『Abolition Democracy: Beyond Prisons, Torture, and Empire』Seven Stories Press、2005年、ISBN 1-58322-695-8

- 『The Meaning of Freedom: And Other Difficult Dialogues』City Lights、2012年、ISBN 978-0872865808。
- 『Modern motherhood : women and family in England, c. 1945-2000』マンチェスター大学出版局〈Gender in history〉、2012年、ISBN 9780719084553、NCID BB0876818X。
- Tadiar, Neferti Xina M. (Neferti Xina Maca) （共編）『Beyond the frame : women of color and visual representation』Palgrave Macmillan、2005年、ISBN 1403965331、NCID BA80565320。
- 『Freedom Is a Constant Struggle: Ferguson, Palestine, and the Foundations of a Movement』Haymarket Books、2015年、ISBN 978-1-60846-564-4。
  - 浅沼優子（訳）『アンジェラ・デイヴィスの教え : 自由とはたゆみなき闘い』河出書房新社、2021年、ISBN 978-4-309-24997-1

序文
- Wing, Adrien Katherine 『Global critical race feminism : an international reader』ニューヨーク大学出版会〈Critical America〉、2000年、ISBN 0814793371, 081479338X、NCID BA48255933。
- Dixon, Chris 『Another politics : talking across today's transformative movements』カリフォルニア大学出版局、2014年、ISBN 9780520279018、NCID BB17903071。
- Thorkelson, Nick ; Buhle, Paul ; Lamas, Andrew T『Herbert Marcuse, Philosopher of Utopia: A Graphic Biography』、City Lights、2019年、ISBN 9780872867857。

### インタビュー、出演
1971年
- 『An Interview with Angela Davis』。カセット、音声資料。ニューヨーク：Radio Free People、1971年。
- Myerson, M.「Angela Davis in Prison」『Ramparts Magazine』、1971年3月、pp.20–21。
- Seigner, Art『Angela Davis: Soul and Soledad』音声ディスク。ニューヨーク：Flying Dutchman、1971年。
- Walker, Joe『Angela Davis Speaks』音声ディスク。ニューヨーク：スミソニアン協会 Folkways Records、1971年[45]。

1972年–1985年
- WNET「Black Journal; 67; Interview with Angela Davis」、1972年6月20日放送。映像資料。司会者トニー・ブラウン（Tony Brown）の取材を受けるデイヴィス。サン・ラファエル法廷銃撃殺人事件の控訴に勝ち、初めて全国放送（PBS系列）のテレビ番組に出演[46]。
- 「Angela Davis Talks about her Future and her Freedom」『Jet』1972年7月27日、pp.54–57。
- 『I Am a Black Revolutionary Woman』 初版は1971年、音声ディスク。ニューヨーク：スミソニアン協会Folkways、1977年。
- Phillips, Esther『Angela Davis Interviews Esther Phillips』、音声カセット。ロサンゼルス：Pacifica Tape Library、1977年。
- Cudjoe, Selwyn『In Conversation with Angela Davis』、ビデオカセット、映像資料。イサカ：コーネル大学 ETV Center、1985年。21分。

1992年–1997年
- Davis, Angela Y.「Women on the Move: Travel Themes in Ma Rainey's Blues」『Borders/diasporas』。音声資料。カリフォルニア州立大学サンタクルーズ校、Center for Cultural Studies、1992年。
- Davis, Angela Y.『Black Is... Black Ain't』。記録映像。Independent Television Service (ITVS)、1994年。
- 『Interview Angela Davis』PBS、映像資料、1997年春[47]。

2000年–2002年
- Davis, Angela Y.『The Prison Industrial Complex and its Impact on Communities of Color』ビデオカセット、映像資料。ウィスコンシン大学マディソン校、2000年。
- Barsamian, D.「Angela Davis: African American Activist on Prison-Industrial Complex」『Progressive』第65巻第2号 (2001): pp.33–38。
- 「September 11 America: an Interview with Angela Davis」『Policing the National Body: Sex, Race, and Criminalization』。ケンブリッジ：South End Press、2002年。

2011年–2016年
- 『The Black Power Mixtape 1967–1975』、2011年、記録映像。スウェーデンで受けた取材シリーズの内容を含む[48]。
- 「Activist Professor Angela Davis」。BBC ラジオ 4 の番組『Woman's Hour』、音声資料、2014年12月3日放送[49]。
- 『Criminal Queers』、2015年、フィクション、自主制作映画。LGBT コミュニティと刑事司法制度（criminal justice system）の関係[50][51]。
- 『13th』、2016年、記録映像。アメリカ合衆国憲法修正第13条（13th Amendment）ならびにアメリカの公民権運動の歴史について。

### アーカイブ
- 「The National United Committee to Free Angela Davis collection」：スタンフォード大学中央図書館、カリフォルニア州パロアルト。「アンジェラ・デイヴィス保釈全国統一委員会」宛に届いた保釈を求める国内外発信の手紙類[52]。
- 「裁判関連資料」：Meiklejohn Civil Liberties 図書館、カリフォルニア州バークレー。公判のデイヴィス供述の全記録、請願書や法的記録類、書類一式[53][54]。
- 論文一式：ハーバード大学ラドクリフ高等研究所（英語版）シュレジンガー図書館（英語版）に収蔵（マサチューセッツ州ケンブリッジ）[55]。
- 「解雇にまつわる資料集」：カリフォルニア大学ロサンゼルス校収蔵。関連の書簡、声明文の手稿、新聞などの切り抜きほか[56]。

### 注
1. ↑  日本語では「アンジェラ・デイビス」と表記されることもある[5]。
2. ↑  産獄複合体の定義は英語版ウィクショナリーの項目「prison-industrial complex」も参照。